# レイラック滋賀FC
レイラック滋賀FC（レイラックしがフットボールクラブ、英: Reilac Shiga Football Club）は、日本の彦根市、草津市、東近江市を中心とする滋賀県全県をホームタウンとするサッカークラブ。Jリーグ加盟を目指すクラブの1つである。日本フットボールリーグ（JFL）所属。呼称は「レイラック滋賀」
2023年2月1日付けでMIOびわこ滋賀（ミーオびわこしが、英: MIO Biwako Shiga）から改名した。

## 概要
草津市で活動していたジュニアユースクラブチーム『FC Mi-O キャットフィッシュ Kusatsu』を源流とする。当時関西サッカーリーグ1部に所属していた佐川急便京都サッカー部が2006年に廃部になった際、その受け皿として社会人トップチームを設置し『FC Mi-O びわこ Kusatsu』へと改名。その後2008年にMIOびわこ草津、2012年にはMIOびわこ滋賀、2023年にはレイラック滋賀FCへ改称している。運営会社は株式会社Mi-Oスポーツ。
ホームスタジアムは平和堂HATOスタジアムである。なお、2013年のJリーグ準加盟申請時は東近江市布引運動公園陸上競技場をホームスタジアムとして申請した（詳細は#ホームスタジアムを参照）。運営会社は
現在のクラブ名の『レイラック』とは、スペイン語で“王”を意味する『レイ（rei）』とフランス語で“湖”を意味する『ラック（lac）』を合わせた造語である。また、日本のトップクラブを目指すレイラック滋賀FCは滋賀県のシンボルでもある琵琶湖（レイク）に宿るパワーで幸運（ラック）を掴み取るという願いも込められている。クラブカラーは琵琶湖をイメージした淡い青と紫で、エンブレムは躍動感とスピード感をコンセプトに、王（Rei）のR、競走馬、クラブ名の3要素を蹄鉄で囲んだものとなり、クラブの躍動を表したものとなっている。
2022年シーズンまでの旧クラブ名の『MIO』とは近江の逆さ読みの意味と、イタリア語で“みんなの”、“愛すべき”という意味を持つ。クラブカラーは自然をイメージしたグリーンと、“母なる湖”琵琶湖をイメージしたブルーの2色。エンブレムはクラブ名の「MIO」の下に琵琶湖の特産でもあり、ジュニアユースクラブ時代に愛称としていたナマズ（英語名：Catfish）を描き、上部には創設年の1995年を表している。マスコットキャラクターはナマズをモチーフにした『MIONARI（みおなり）』。

## 歴史
- 2005年
  - 滋賀県草津市にジュニアユースクラブチームFC Mi-O キャットフィッシュ Kusatsu発足。
- 2006年
  - 佐川急便のサッカー部再編に伴い廃部となる京都サッカー部を引き受け、本拠地を移転しFC Mi-O キャットフィッシュ KusatsuのトップチームFC Mi-O びわこ Kusatsuとなる。
  - 第12回滋賀FAカップベスト4（「天皇杯滋賀県予選」準決勝で滋賀FCに0-2で敗戦）。
  - 関西サッカーリーグ1部2位。
  - 第30回全国地域リーグ決勝大会で1次ラウンド敗退。
  - 全国社会人サッカー大会関西予選「Dパート優勝」（関西代表として全国大会へ出場）、本選ベスト16。
  - 国民体育大会滋賀県成年チームに所属選手7名が初選出。
- 2007年
  - 関西サッカーリーグ1部2位。
  - 第13回滋賀FAカップ優勝（決勝戦で4-2でびわこ成蹊スポーツ大学に勝利）。
    - 滋賀県代表として初めて天皇杯全日本サッカー選手権大会に出場。2回戦で栃木SCに敗れる。

  - 第43回全国社会人サッカー選手権大会で優勝
    - 第31回全国地域リーグ決勝大会で決勝ラウンド3位の成績を収め、日本フットボールリーグ（JFL）へ昇格。
- 2008年
  - MIOびわこ草津に改称。
  - 昨シーズンまで15年間、Jリーグでプレイした平岡直起が監督に就任。
  - 第14回滋賀FAカップ2位（決勝でSAGAWA SHIGA FCに0-2で敗戦）。
  - 国民体育大会 滋賀県成年チームに所属12名が選出。
  - JFL初参戦。序盤は上位につけていたが、中盤の連敗が響き14位（全18クラブ）。
  - JFL10周年記念して行われたタイ遠征にアランが参加。第2戦のムアンタンFC戦では先制ゴールを決める。
- 2009年
  - ガンバ大阪元コーチの和田治雄が監督に就任。
  - 第14回滋賀FAカップ ベスト4 準決勝でびわこ成蹊スポーツ大学にPK戦の末敗退。
  - JFL8位（全18クラブ）。
- 2010年
  - 草津線全線開通120周年、全線電化30周年が胸スポンサーに。
  - 第15回滋賀FAカップ 優勝 決勝戦で3-1でTOJITSU滋賀FCに勝利。
    - 初のJリーグクラブと公式戦 天皇杯2回戦でヴィッセル神戸に敗退。

  - JFL11位（全18クラブ）
- 2011年
  - 第16回滋賀FAカップ準優勝（決勝でSAGAWA SHIGA FCに0-1で敗戦）。天皇杯出場ならず。
  - 東広樹が監督に就任。
  - JFL13位（全18クラブ）
- 2012年
  - MIOびわこ滋賀に改称
  - 第17回滋賀FAカップ準優勝（決勝でSAGAWA SHIGA FCに0-3で敗戦）。天皇杯出場ならず。
  - JFL8位（全17クラブ）
- 2013年
  - Jリーグ準加盟を申請した[5] が、継続審議となった[6]。しかし、その後Jリーグ百年構想クラブ申請に関するJリーグやクラブからの公式発表はされていないため、Jリーグ百年構想クラブの申請は行われていない。
- 2014年
  - 川島弘治が監督に就任。
- 2015年
  - 中尾幸太郎が監督に復帰。
- 2016年
  - 中口雅史が監督に就任。
- 2020年
  - 大槻紘士が監督に就任。
  - 竹下玲王、山口真司、内野貴志ら、大槻がAC長野パルセイロのヘッドコーチ時代に指導した選手を中心に加入。
  - 「超攻撃的サッカー」をテーマに掲げ、前年度のリーグ戦平均得点0.9から1.5へと大きく押し上げることに成功。
  - リーグ戦では、坂本一輝 がクラブ史上初のJFL得点王を獲得した。
- 2021年
  - 東近江市出身の國領一平が2015年以来の復帰。村上巧、山内達朗、朴利基、松本翔らを、シーズン途中には岡本英也とJリーグ経験者を多数獲得し、さらなる得点量産・上位進出を狙った。しかし、前年度に活躍しFC大阪へ流出した 久保吏久斗の穴を埋めることは最後まで叶わなかった。最終的に前年度から順位を落とす12位でシーズンを終えた。
  - このシーズンを以て、チームを長く支えた永冨裕尚、坂本一輝や、内野貴志、朴利基、岡本英也ら、ベテラン選手が相次いで引退した。
- 2022年
  - 小寺一生がFC琉球アカデミーヘッドオブコーチに就任することに伴いヘッドコーチを退任。後任に前年度、おこしやす京都ACの監督を務めた瀧原直彬を迎えた。新加入選手は大卒選手が半数を占め、チームの平均年齢は大きく若返った。
  - 開幕3連敗を喫し、第4節クリアソン新宿戦でシーズン初勝利を飾る。その後も低迷を続ける中、榎本大輝、小山珠里、和田凌らをJリーグクラブから補強しテコ入れを図る。しかし、その後も深刻な得点力不足や守備の崩壊に喘ぎ、下位に低迷。第15節鈴鹿ポイントゲッターズ戦から第23節クリアソン新宿戦まで9連敗を記録、最下位に転落した。一連の成績不振により、大槻紘士をシーズン途中に解任することが決定した[7]。
  - 後任にはコーチの東広樹が昇格し、攻撃面の立て直しに着手。第27節ソニー仙台FC戦での引き分けにより、連敗記録は最終的に12でストップした。以降4試合では1勝3分と持ち直したが、クラブ史上初となるJFL最下位でシーズンを終了した（奈良クラブ、FC大阪のJ3昇格によるクラブ数減に伴い、残留が決定）。
- 2023年
  - クラブ名をレイラック滋賀FCへ改称することになり、2月1日に記者会見が開かれた[2]。筆頭株主は、草津市にある美容皮膚科・美容外科の麗ビューティー皮フ科クリニックのグループ会社である「株式会社レイラック滋賀FC」となり[8]、同院で広報役員を務めてきた河原吉貴が株式会社Mi-Oスポーツの新代表取締役社長に就任した[9][10]。
  - 5月19日、彦根市とホームタウン締結を結ぶ[11]。この協定では、将来のJ3昇格を目指すクラブを市として支援するほか、サッカーの普及活動や彦根市の観光PR活動を展開するという[12]。
  - 9月4日、寺峰輝監督を解任[13]、菊池利三ヘッドコーチが後任の監督就任[14]。
  - 2024年度J3クラブライセンスを申請するも、9月26日のJリーグ理事会で、施設基準に関して確認が必要な事項が残っているとの理由で認められず、10月理事会にて継続審議とされる[15]。
  - 10月24日のJリーグ理事会にて、2024年のJ3リーグ加入に関し、上述の施設基準に加え、平均観客数についても継続審議となる[1]。
  - 11月24日、平和堂HATOスタジアムに仮設照明塔の設置・照明照度実測検査を実施、Jリーグスタジアム基準で必須とされている規定「ピッチ内のいずれの個所においても照度1500ルクス以上の明るさを保持し、均一であること」を充足することを確認[16]。
  - 第29節終了時点で2位となり、勝てば自力でJ3・JFL入れ替え戦進出となる11月26日最終節、アウェー三重戦で前半15分までに2-0とリードしながら後半追いつかれ2-2の引き分け。同節勝利した5位ブリオベッカ浦安に追い抜かれ最終順位3位、入れ替え戦進出を逃す。
  - 11月28日、この日開催されたJリーグ理事会にて、2024シーズンのJ3クラブライセンス交付が決定した[17]。
- 2024年
  - 7月6日、第15節横河武蔵野戦（武蔵野市立武蔵野陸上競技場）が、前半29分雷のため中断されそのまま天候の回復が見込めず中止となる[18]。
  - 7月13日、後半戦初戦となる第16節アウェー栃木シティFC戦に0-1で敗れ、首位高知ユナイテッドSCと勝点差19、2位栃木とは勝点差9の暫定9位となった直後の同月15日、菊池監督を解任[19]。
  - 7月31日、新監督に角田誠 ベガルタ仙台アカデミーコーチの就任を発表[20]。
  - 11月10日、28節で2位との勝ち点差が7となり、J3参入条件のJFL2位以内の可能性を2試合残して消滅[21]。

## タイトル

### カップ戦
- 全国社会人サッカー選手権大会：1回
  - 2007
- 滋賀県サッカー選手権大会（滋賀FAカップ兼天皇杯滋賀県予選）：10回
  - 2007, 2010, 2013, 2015, 2016, 2018, 2019, 2020, 2022, 2023

## ホームスタジアム
過去のホームゲーム開催スタジアムは下表の通りである。クラブ発祥地の草津市にはJFL・Jリーグが開催可能なスタジアムがないため、JFL加盟当初から周辺自治体の競技場を使用している。
なお、2024年J3ライセンスを申請するにあたっては、彦根市の平和堂HATOスタジアムを本拠地として登記しているが、J3昇格に際しても照明塔の照度を2023年度から1500lux以上が義務付けられており、HATOスタはその必要照度を不足していることから、クラブはその照度を保たせることが可能な仮設照明設備を設けることを前提とした、クラウドファンディングを行った。J3昇格に必要な成績案件（JFL2位以内）には届かなかったが、仮設照明の設置テストで1500lux以上の照度を保たせることが確認できた として2024年のJ3ライセンスは認められた。ただ、J3昇格後の特例措置になるため、2年以内の拡張工事が求めれる。滋賀県は、J2以上のスタジアム基準を満たす施設はないため、改修もしくは新設が求められる。

## ユニフォーム

### クラブカラー
- - 2022年   グリーン、  ブルー
- 2023年 -    ブルー、  パープル

### ユニフォームスポンサー
| 掲出箇所   | スポンサー名                   | 表記                           | 掲出年   | 備考 |
| 胸         | 麗ビューティー皮フ科クリニック | 麗ビューティー皮フ科クリニック | 2023年 - | 2020年 - 2022年は背中下部 2020年 - 2022年は 「麗ビューティー皮フ科クリニック Rei Beauty Dermatology Clinic」表記 |
| 鎖骨       | ロマラン                       | Dr.Melon                       | 2021年 - | 両側に表記 |
| 背中上部   | 黒田紙業                       | 黒田紙業                       | 2009年 - | 2008年は袖 2008年 - 2014年は「黒田紙業」表記 2015年 - 2022年は「KURODA SHIGYO」表記                              |
| 背中下部   | ロマラン                       | ROMARIN                        | 2023年 - | |
| 袖         | ユメシガ                       | ユメシガ                       | 2021年 - | |
| パンツ前面 | 東近江市                       | 東近江市                       | 2023年 - | 2014年 - 2022年は胸 2015年 - 2018年は「HIGASIOHMI」表記                                                          |
| パンツ背面 | なし                           | -                              | -        | |

### ユニフォームサプライヤーの遍歴
- 2006年 - 2007年：プーマ
- 2008年：スボルメ
- 2009年 - 2012年：キカ
- 2013年 - 2018年：ナイキ
- 2019年 - 2022年：ジョガボーラ
- 2023年 - 現在：ディーズ

### 歴代ユニフォームスポンサー表記
| 年度 | 箇所                                                                     | 箇所     | 箇所     | 箇所          | 箇所                                                          | 箇所     | 箇所                                     | 箇所       | サプライヤー |
| 年度 | 胸                                                                       | 鎖骨左   | 鎖骨右   | 背中上部      | 背中下部                                                      | 袖       | パンツ前面                               | パンツ背面 | サプライヤー |
| 2006 | エール コーポレーション                                                  | 解禁前   | 解禁前   | -             | 解禁前                                                        | -        | -                                        | 解禁前     | PUMA         |
| 2007 | エール コーポレーション                                                  | 解禁前   | 解禁前   | -             | 解禁前                                                        | -        | -                                        | 解禁前     | PUMA         |
| 2008 | -                                                                        | 解禁前   | 解禁前   | -             | 解禁前                                                        | 黒田紙業 | YELL CORPORATION エール コーポレーション | 解禁前     | svolme       |
| 2009 | -                                                                        | 解禁前   | 解禁前   | 黒田紙業      | 解禁前                                                        | asuku    | YELL CORPORATION エール コーポレーション | 解禁前     | KIKA         |
| 2010 | 草津線全線開通 120th 滋賀県草津線複線化 促進期成同盟会                   | 解禁前   | 解禁前   | 黒田紙業      | 解禁前                                                        | asuku    | YELL CORPORATION エール コーポレーション | 解禁前     | KIKA         |
| 2011 | 滋賀県 みんなで乗って実現 草津線複線化 滋賀県草津線複線化 促進期成同盟会 | 解禁前   | 解禁前   | 黒田紙業      | 解禁前                                                        | asuku    | YELL CORPORATION エール コーポレーション | 解禁前     | KIKA         |
| 2012 | 滋賀県 みんなで乗って実現 草津線複線化 滋賀県草津線複線化 促進期成同盟会 | 解禁前   | 解禁前   | 黒田紙業      | 解禁前                                                        | -        | YELL CORPORATION エール コーポレーション | 解禁前     | KIKA         |
| 2013 | -                                                                        | 解禁前   | 解禁前   | 黒田紙業      | 解禁前                                                        | -        | YELL CORPORATION エール コーポレーション | 解禁前     | NIKE         |
| 2014 | 東近江市                                                                 | 解禁前   | 解禁前   | 黒田紙業      | 解禁前                                                        | -        | YELL CORPORATION エール コーポレーション | 解禁前     | NIKE         |
| 2015 | HIGASHIOHMI                                                              | 解禁前   | 解禁前   | KURODA SHIGYO | 解禁前                                                        | -        | YELL CORPORATION エール コーポレーション | 解禁前     | NIKE         |
| 2016 | HIGASHIOHMI                                                              | 解禁前   | 解禁前   | KURODA SHIGYO | -                                                             | -        | YELL CORPORATION エール コーポレーション | 解禁前     | NIKE         |
| 2017 | HIGASHIOHMI                                                              | 解禁前   | 解禁前   | KURODA SHIGYO | -                                                             | -        | YELL CORPORATION エール コーポレーション | 解禁前     | NIKE         |
| 2018 | HIGASHIOHMI                                                              | -        | -        | KURODA SHIGYO | -                                                             | -        | YELL CORPORATION エール コーポレーション | 解禁前     | NIKE         |
| 2019 | 東近江市                                                                 | -        | -        | KURODA SHIGYO | -                                                             | -        | YELL CORPORATION エール コーポレーション | 解禁前     | JOGARBOLA    |
| 2020 | 東近江市                                                                 | -        | -        | KURODA SHIGYO | 麗ビューティー 皮フ科クリニック Rei Beauty Dermatology Clinic | -        | YELL CORPORATION エール コーポレーション | -          | JOGARBOLA    |
| 2021 | 東近江市                                                                 | Dr.Melon | Dr.Melon | KURODA SHIGYO | 麗ビューティー 皮フ科クリニック Rei Beauty Dermatology Clinic | ユメシガ | YELL CORPORATION エール コーポレーション | -          | JOGARBOLA    |
| 2022 | 東近江市                                                                 | Dr.Melon | Dr.Melon | KURODA SHIGYO | 麗ビューティー 皮フ科クリニック Rei Beauty Dermatology Clinic | ユメシガ | YELL CORPORATION エール コーポレーション | -          | JOGARBOLA    |
| 2023 | 麗ビューティー 皮フ科クリニック                                          | Dr.Melon | Dr.Melon | 黒田紙業      | ROMARIN                                                       | ユメシガ | 東近江市                                 | -          | DEZ          |

## レイジェンド滋賀FCとの合併構想
滋賀県サッカー協会が主導権を握り、MIOびわこ滋賀（当時）とレイジェンド滋賀FCを合併させてクラブの一体運営へ向けて協議を進め、2015年4月に大筋合意したと京都新聞が取材・報道した。今後、まず2015年夏に新法人を設立、統合したクラブを2015年末の百年構想クラブの審査承認を経て、早ければ2017年のJ3リーグ参入を目指すとしていた が、一部の報道 で2015年9月に合併が破談となったと報じられた。以降はこの合併は立ち消えになっている。